# Kinkerbrug
De Kinkerbrug (brug nr. 266) is een brug over de Kostverlorenvaart in Amsterdam-West. De brug verbindt de Kinkerstraat met de Postjesweg en Witte de Withstraat en vormde tussen 1990 en 2010 de grens tussen de voormalige stadsdelen De Baarsjes en Oud-West.

## Geschiedenis
Tot 1913 was er geen mogelijkheid om de Kostverlorenvaart over te steken van uit de Kinkerstraat naar toen nog de gemeente Sloten. Indien men wilde oversteken dienden men of de Wiegbrug ten noorden of de Overtoomse Sluis ten zuiden van de Kinkerstraat te gebruiken. Door uitbreiding van Sloten met woningen voor forensen ten westen van de Kostverlorenvaart werd een brug noodzakelijk. 
De eerste versie van de Kinkerbrug werd in 1913 gebouwd als een draaibrug.
De brug zorgde toen voor de verbinding tussen Amsterdam en Sloten. Toen in 1921 Amsterdam de gemeente Sloten annexeerde was de brug al te smal voor het toenmalige verkeer, maar zorgde ook voor oponthoud in de scheepvaart. Sinds 1924 rijden tramlijn 7 en 17 enkelsporig over de brug.
In 1936/1937 werd de brug vernieuwd als basculebrug, naar een ontwerp van Piet Kramer werkend bij de Dienst der Publieke Werken. Kramer hield het bij deze brug sober bij de afwisseling van baksteen en graniet. Wel verrees er naast de brug een brugwachtershuisje in de Amsterdamse Schoolstijl, die ook terug te vinden is in de walkanten en verder aanzien van de brug, zie bijvoorbeeld de zware ijzeren leuningen met metaalbewerkingen. De leuningen kregen de hetzelfde figuratie mee als die van de Mirakelbrug en Willemsbrug. Tijdens de bouw was er ten noorden van de brug een tijdelijke brug voor voetgangers en fietser.De tramlijn 7 en 17 werden gedurende de bouw ingekort tot de lus Borgerstraat. Een tijdelijk tramlijn 15 verbond de vervallen gedeelte waarbij tijdelijke bogen werden aangelegd vanuit de Postjesweg naar de Witte de Withstraat. Ook de van Kramer bekende jaarstenen (Anno 1937) van graniet ontbreken niet. De brug was nu breed genoeg voor dubbelspoor voor de tram. Het rijverkeer werd bij opening van de brug tegengehouden door zware ijzeren handbediende deuren. Deze sneuvelden rond 1970 toen er slagbomen kwamen.
De Kinkerbrug is in de zomer van 2003 gerenoveerd, waarbij het originele ontwerp werd gehandhaafd. Het naamplaatje werd gemonteerd op de hekwerken in de “elleboog” van de brug.
De brug werd in 2017 verbouwd voor bediening op afstand. Na de nodige aanpassingen, waarbij de brug tijdelijk een aantal nachten is afgesloten voor al het verkeer, werd het brugwachtershuisje overbodig. Zoals meerdere brugwachtershuisjes werd het omgebouwd tot hotelkamer. De brug is een halfjaar op afstand bediend geweest. Vanwege verschillende problemen werd later weer overgegaan op lokale brugbediening, maar niet van uit het brugwachtershuisje.
Vanaf de brug zijn drie opmerkelijke gebouwen zichtbaar: Het Sieraad, de Westermoskee en bij helder weer het Pontsteigergebouw. 
Amsterdam kent ook een Oude Kinkerbrug, die ligt aan het andere eind (richting centrum) van de Kinkerstraat. Voorts kent Amsterdam een Kinderbrug in Amsterdam-Zuid.

## Afbeeldingen

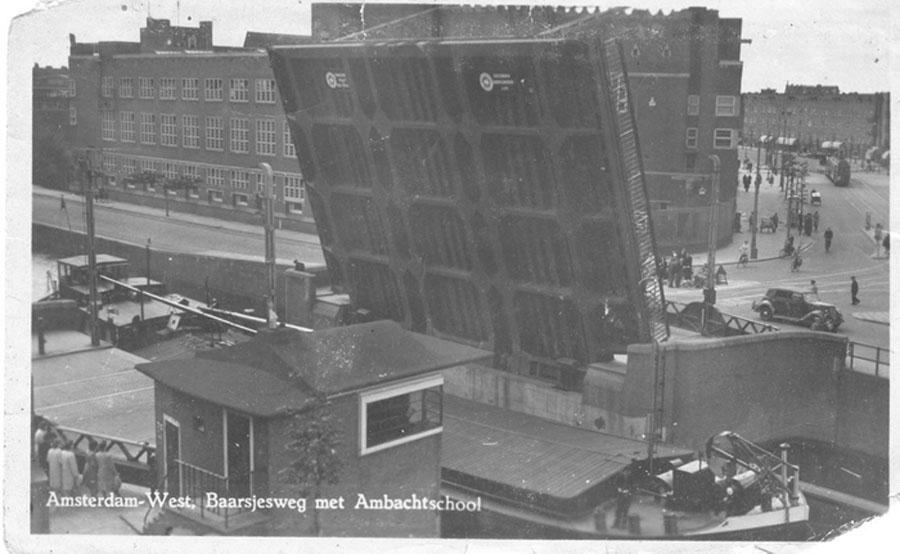
De pas vernieuwde Kinkerbrug; 1937
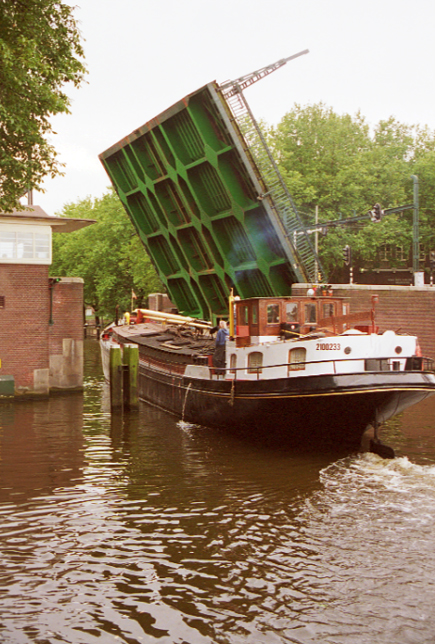
Kinkerbrug gezien vanaf de noordzijde; 2006
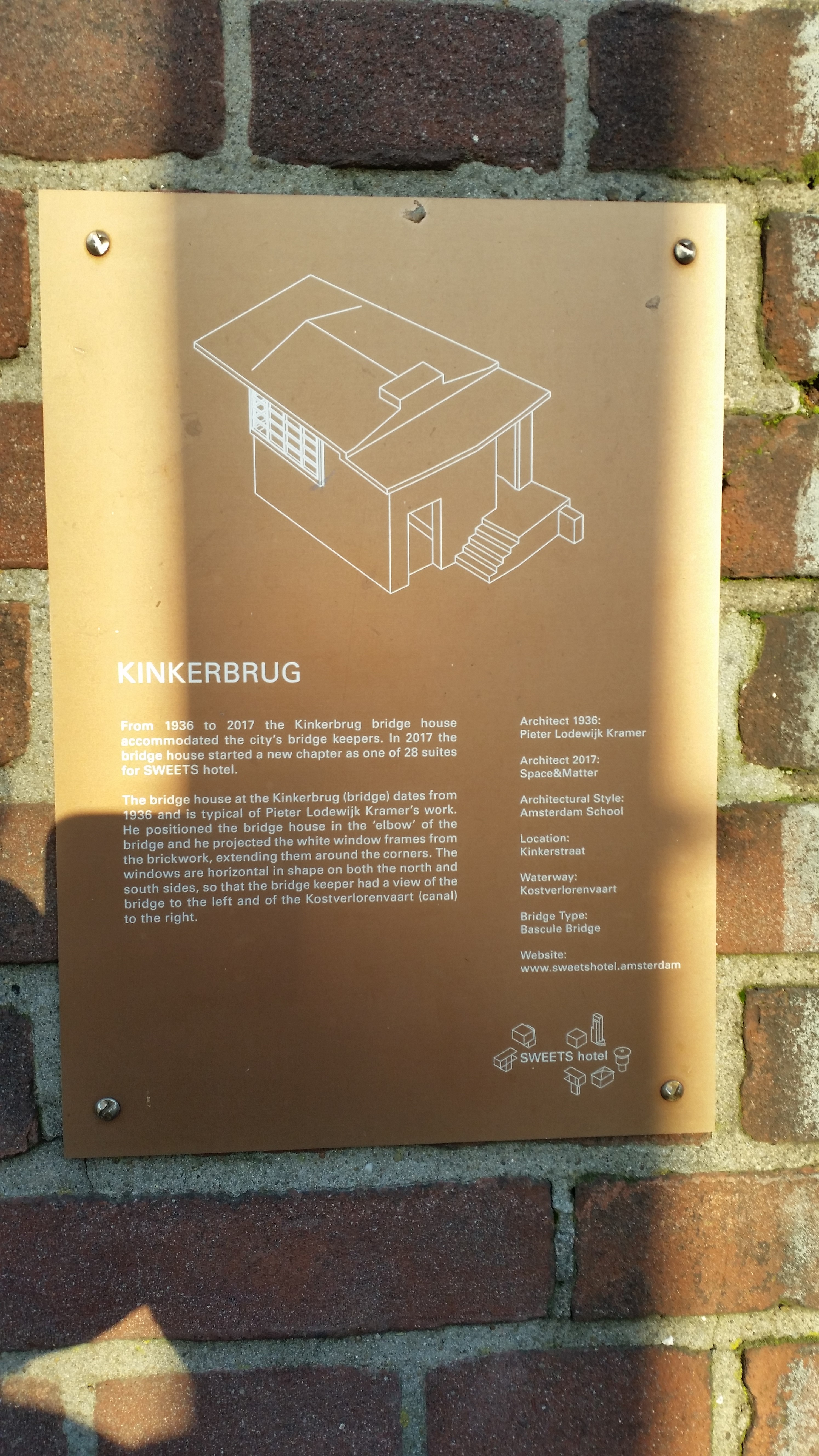
Plaquette verhuur huisje (januari 2020)
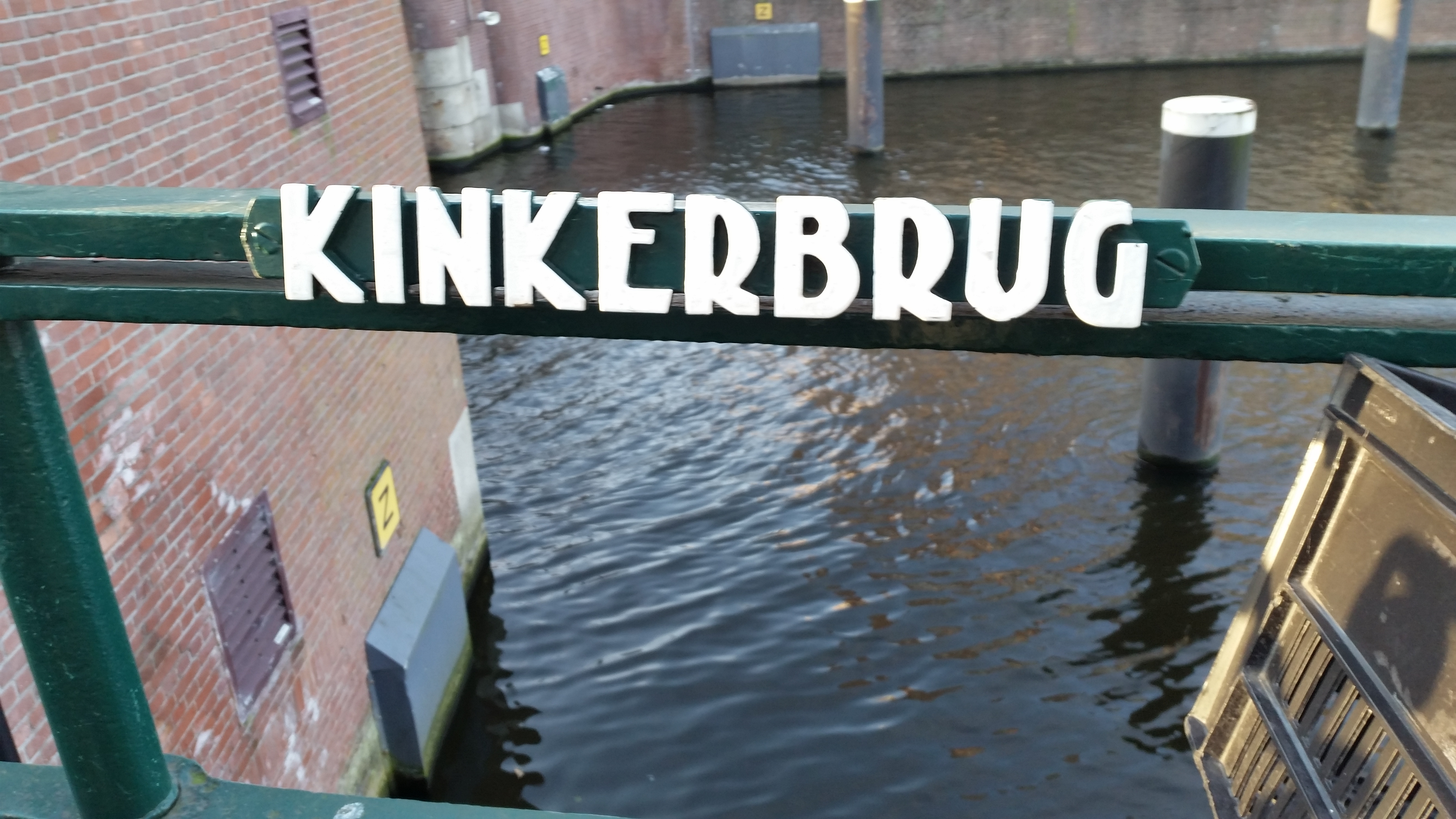
Naamplaat (januari 2020)

<<< · 200 · 201 · 202 · 203 · 204 · 205 · 206 · 207 · 208 · 209 ·  210 · 211 · 212 · 213 · 214 · 215 · 216 · 217 · 218 · 220 · 221 · 222 · 223 · 224 · 225 · 226 · 227 · 228 · 228P · 229 · 230 · 231 · 232 · 233 · 234 · 235 · 236 · 237 · 238 · 239 ·  240 · 241 · 242 · 243 · 244 · 245 · 246 · 247 · 248 · 249 ·  250 · 251 · 252 · 253 · 254 · 255 · 256 · 257 · 258 · 259 · 260 · 261 · 262 · 263 · 264 · 265 · 266 · 267 · 270 · 271 · 272 · 273 · 274 · 275 · 277 · 278 · 279 · 280 · 281 · 283 · 285 · 286 · 287 · 288 · 289 · 290 · 291 · 292 · 293 · 295 · 296 · 297 · 298 · 299 · >>>
Brugnummers 219, 268, 269, 276, 282, 284, 294 zijn niet (meer) in omloop.